# Pojezerje
Pojezerje je opčina v Chorvatsku v Dubrovnicko-neretvanské župě. Nachází se blízko hranic s Bosnou a Hercegovinou, a je též nejseverněji položenou opčinou v Dubrovnicko-neretvanské župě. Jejím střediskem je vesnice Otrić-Seoci. V roce 2011 žilo v celé opčině 991 obyvatel, z toho 657 v Otrić-Seoci.
V opčině se nacházejí celkem 4 trvale obydlené vesnice:
- Kobiljača – 241 obyvatel
- Mali Prolog – 31 obyvatel
- Otrić-Seoci – 657 obyvatel
- Pozla Gora – 62 obyvatel

Nacházejí se zde též zaniklé vesnice Brečići a Dubrave.
Opčinou prochází silnice D62, blízko též prochází dálnice A1. Nachází se zde též křižovatka dálnic A1 a dálnice A10.